# Roberts Ridge
Roberts Ridge är en bergstopp i Antarktis. Den ligger i den centrala delen av kontinenten. Inget land gör anspråk på området. Toppen på Roberts Ridge är 2 469 meter över havet.
Terrängen runt Roberts Ridge är kuperad norrut, men söderut är den platt. Trakten är obefolkad. Det finns inga samhällen i närheten.